# Muse (album)
Muse – album muzyczny jamajskiej piosenkarki Grace Jones wydany w 1979 roku przez Island Records.

## Lista utworów
Strona A
| 1. | „Sinning”                 | 5:06  |
|    |                           |       |
| 2. | „Suffer”                  | 4:17  |
|    |                           |       |
| 3. | „Repentance (Forgive Me)” | 3:50  |
|    |                           |       |
| 4. | „Saved”                   | 7:13  |
|    |                           |       |
|    |                           | 20:26 |
|    |                           |       |
Strona B
| 1. | „Atlantic City Gambler”      | 5:46  |
|    |                              |       |
| 2. | „I’ll Find My Way to You”    | 5:14  |
|    |                              |       |
| 3. | „Don’t Mess with the Messer” | 4:50  |
|    |                              |       |
| 4. | „On Your Knees”              | 6:20  |
|    |                              |       |
|    |                              | 22:10 |
|    |                              |       |

## Notowania
| Kraj                              | Najwyższa pozycja |
| --------------------------------- | ----------------- |
| Stany Zjednoczone (Billboard 200) | 156               |
| Szwecja (Sverigetopplistan)       | 38                |